# La Pedrera, Tamaulipas
La Pedrera är en ort i Mexiko.   Den ligger i kommunen Altamira och delstaten Tamaulipas, i den östra delen av landet, 400 km norr om huvudstaden Mexico City. La Pedrera ligger 13 meter över havet och antalet invånare är 1 104.
Terrängen runt La Pedrera är mycket platt. Havet är nära La Pedrera åt nordost. Runt La Pedrera är det ganska tätbefolkat, med 104 invånare per kvadratkilometer. Närmaste större samhälle är Tampico, 12,9 km söder om La Pedrera. Trakten runt La Pedrera består till största delen av jordbruksmark.